# Cléverson Gabriel Córdova
Cléverson Gabriel Córdova (sinh ngày 9 tháng 8 năm 1985) là một cầu thủ bóng đá người Brasil.

## Sự nghiệp câu lạc bộ
Cléverson Gabriel Córdova đã từng chơi cho Kashiwa Reysol.

## Thống kê câu lạc bộ

### J.League
| Đội            | Năm       | J.League | J.League | J.League Cup | J.League Cup | Tổng cộng | Tổng cộng |
| Đội            | Năm       | Trận     | Bàn      | Trận         | Bàn          | Trận      | Bàn       |
| -------------- | --------- | -------- | -------- | ------------ | ------------ | --------- | --------- |
| Kashiwa Reysol | 2013      | 27       | 9        | 5            | 0            | 32        | 9         |
| Tổng cộng      | Tổng cộng | 27       | 9        | 5            | 0            | 32        | 9         |